# Académica de Coimbra
Die Académica de Coimbra ist ein Sportverein, dessen Profi-Fußballmannschaft in der dritten portugiesischen Fußballliga spielt. Es ist der älteste noch bestehende Sportverein Portugals. Die Mannschaft wird auch als A Briosa bezeichnet, was mit „Die Schneidige“ oder „Die Stolze“ übersetzt werden kann. Der Verein ist in Portugal vor allem für seine Geschichte bekannt, insbesondere für seine studentischen Traditionen, und seine Rolle im Widerstand gegen das Estado-Novo-Regime (1932–1974) in Portugal.

## Geschichte

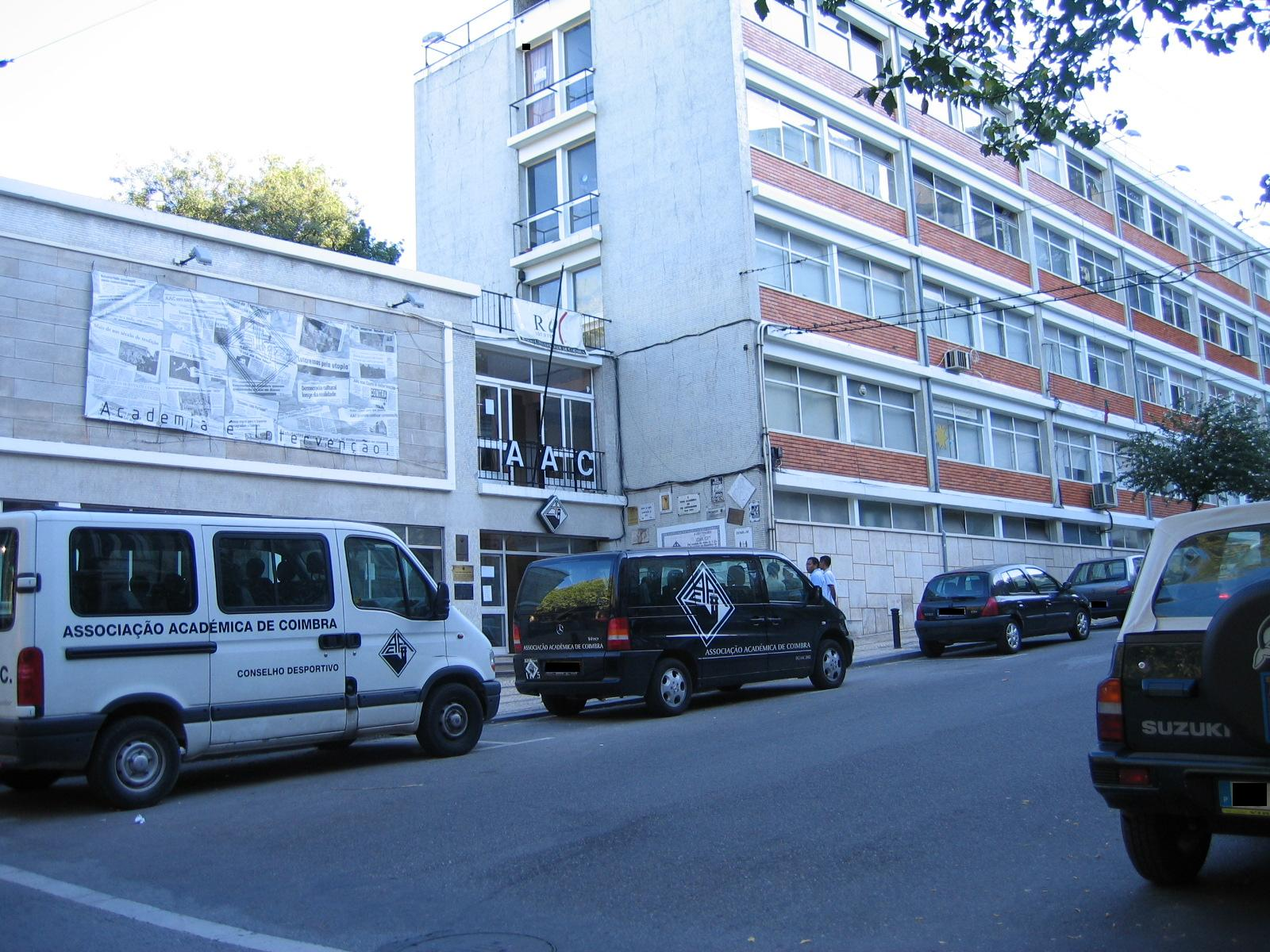
Der Vereinssitz in Coimbra

Der Sportverein wurde am 3. November 1887 von Studenten der Universität Coimbra unter dem Namen Associação Académica Coimbra (AAC) gegründet, unter dem Dach der gleichnamigen akademische Studentenorganisation in Coimbra. Diese war 1876 gegründet worden, als Zusammenschluss des Clube Atlético de Coimbra von 1861 und der 1837 gegründeten Academia Dramática. Der Verein ist seither stark verwurzelt in den althergebrachten studentischen Traditionen der Stadt, u. a. den Republicas, den selbstverwalteten Studentenwohnhäusern Coimbras. Die Fußballabteilung der AAC wurde 1911 gegründet.
1962 traten die Studenten in Coimbra in einen Streik und es gab Protesten, als das Regime auf Forderungen nach Bildungsreformen und demokratischer Verwaltung mit Repressionen reagierte und keine Gesprächsbereitschaft zeigte. Mit seinem farbigen Kapitän, dem späteren Nationaltrainer Mário Wilson, wurde die populäre Fußballmannschaft von Académica eine der Stützen des Protestes. Ihre Spiele waren eine seltene Gelegenheit für die opponierenden Studenten, öffentlich Präsenz zu zeigen. Die Mannschaft, die in der ersten Liga antrat, setzte sich stets aus Studenten Coimbras zusammen, sie hatte keine Berufsfußballer im Gegensatz zum restlichen Ligabetrieb. Dafür bot sich ihnen eine der wenigen Möglichkeiten zu einem Studium für mittellose Schüler im damaligen Portugal.
Als Académica 1969 im Finale des Landespokals gegen Benfica Lissabon stand, zeigten die vielen mitgereisten Studenten im Estádio Nacional Transparente mit politischen Forderungen – das Spiel geriet so zur größten Protestdemonstration gegen das Regime in seiner Geschichte. Die als Crise Académica bekannten portugiesischen Studentenproteste hatten sich seit 1968 in Coimbra stark zugespitzt, und Bildungsminister José Hermano Saraiva geriet unter Druck. Nach dem mit 1:2 nach Verlängerung verlorenen Finale blieben größere Protest durch Demonstrationen und Veranstaltungen jedoch aus. Da Benfica im gleichen Jahr auch Meister wurde, vertrat Académica Portugal im Europapokal der Pokalsieger: Man scheiterte dort erst im Viertelfinale knapp mit 0:0 und 0:1 am späteren Sieger Manchester City.
Am 25. April 1974 beendete die Nelkenrevolution die Diktatur in Portugal. In Abwesenheit der Fußballspieler, die sich zu Freundschaftsspielen in Spanien aufhielten, und infolge der euphorisierten und fanatisierten Stimmung unter der Studentenschaft wurde auf einer Vereinsversammlung am 20. Juni 1974 die Profi-Fußballsektion aufgelöst: Maoistische Studenten hatten sich durchgesetzt mit ihrer radikalen Ablehnung des Profisports. Nach Rückkehr der Fußballer und Bekanntwerden der Entscheidung kam es zu Massenprotesten, in deren Folge am 17. August 1974 der Clube Académico de Coimbra (CAC) als legaler Nachfolger der Profi-Fußballsektion Académicas gegründet wurde und wieder in der ersten Fußballliga antrat. Nach mehreren Abstiegen und Wiederaufstiegen aus der zweiten Liga (der späteren Liga de Honra) und anhaltenden finanziellen Problemen erfolgte am 27. Juli 1984 die Auflösung des CAC und die Rückkehr als Profi-Fußballsektion unter dem Dach der AAC. Die offizielle Bezeichnung lautet seither AAC / OAF – Associação Académica de Coimbra / Organismo Autónomo de Futebol („Akademischer Verein von Coimbra, Autonome Fußball-Organisation“).
Im Jahr 2009 arbeitete der Dokumentarfilm Futebol de Causas (internationaler Titel: „Football with a cause“) die Geschichte Académicas auf, insbesondere seine Rolle im Widerstand gegen das Regime rund um das Pokalfinale 1969.

## Fußball

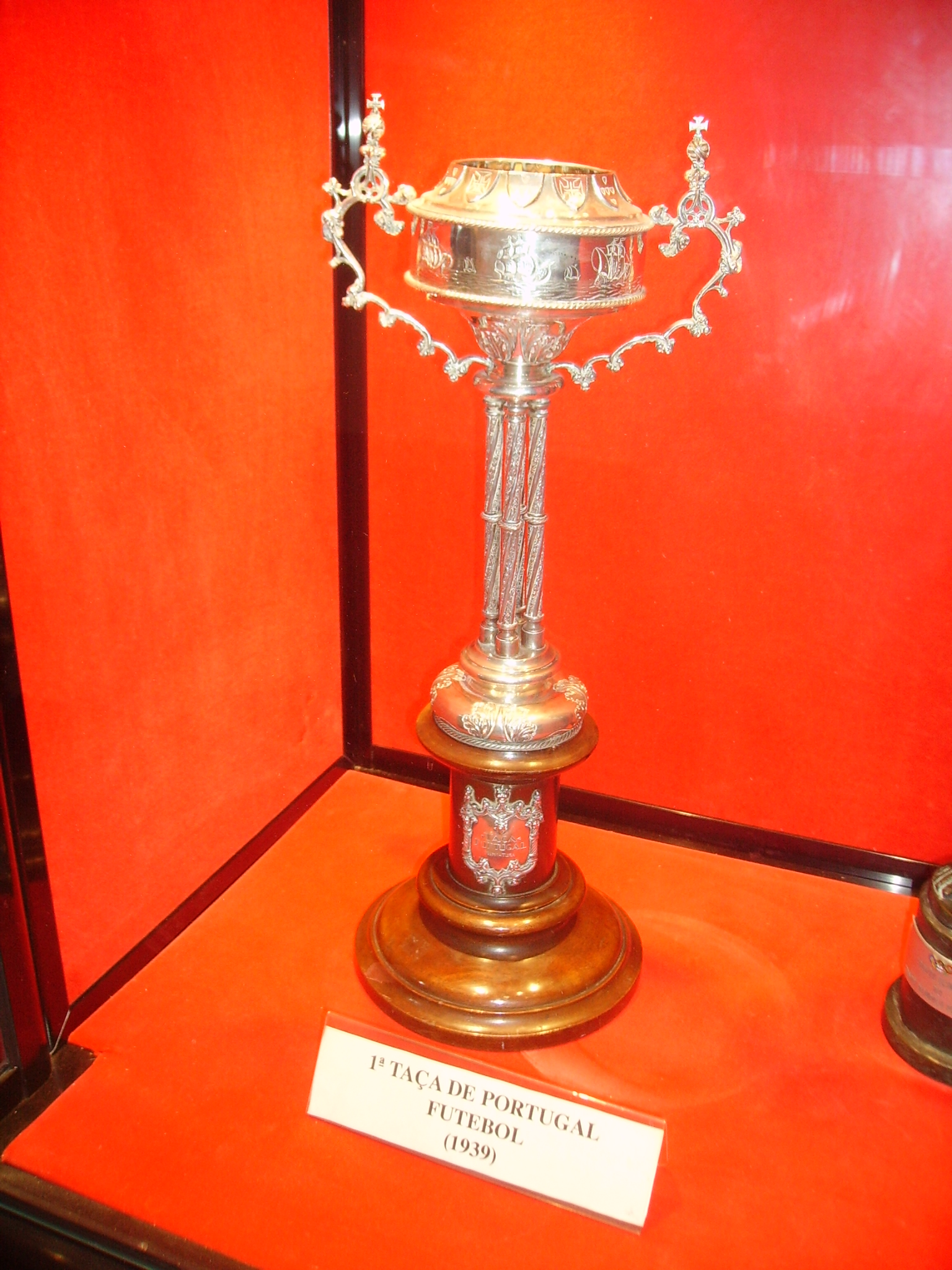
Der Pokal von 1939

Die Profimannschaft trägt ihre Heimspiele im städtischen Stadion von Coimbra aus. Es fasst 29.622 Zuschauer und wurde für die Fußball-Europameisterschaft 2004 komplett umgebaut. Das traditionelle Dress ist komplett schwarz, in Anlehnung an die typische Kleidung der Studenten (siehe hierzu Kleidung der portugiesischen Tunas). Während der Verein zunächst ausschließlich aus Studenten bestand, wurde die Fußballabteilung nach der Nelkenrevolution 1974 eigenständig und öffnete sich professionellen Gepflogenheiten. 1984 kehrte die Profifußballsektion unter das Dach des ursprünglichen Vereins zurück.
Académicas größter Erfolg war 1939 der Gewinn des in dem Jahr erstmals ausgetragenen Landespokals, den der Verein 2012 ein zweites Mal gewann.
Neben Mário Wilson, der sich in seinen zwölf Saisonen von 1941 bis 1963 den Beinamen Capitão Velho („Alter Kapitän“) erwarb und der als Trainer 1967 Académico zur Vizemeisterschaft und ins Pokalfinale brachte und zudem Meistertrainer bei Benfica und Nationaltrainer wurde, verdient auch José Maria Antunes Beachtung. Antunes war Teil der Pokalsiegermannschaft von 1939, später kurz Trainer beim Verein und zwischen 1958 und 1969 in drei Perioden Nationaltrainer. Er erwarb sich auch einen hervorragenden Ruf als Mediziner. Artur Jorge, 1965 bis 1969 in Coimbra, gilt nicht nur als bedeutender Spieler, sondern gewann später auch national und international zahlreiche Meistertitel als Trainer.

### Erfolge
- Portugiesischer Pokal: 1939, 2012
  - Pokalfinalist: 1951, 1967, 1969
- Portugiesischer Vizemeister 1967
- Viertelfinalist im Europapokal der Pokalsieger 1970

## Weitere Sportarten
Neben seiner Fußballabteilung betreibt der Verein eine Reihe weiterer Sportarten. Mehrmals portugiesischer Meister wurde beispielsweise die Basketball-Mannschaft. Insgesamt betrieb der Verein 2012 seine Sport-Aktivitäten in 26 Organisations-Sektionen:
| - Handball - Leichtathletik - Badminton - Baseball - Basketball - Billard - Boxen - Bodybuilding - Volleyball - Elektronischen Sport | - Gymnastik - Gewichtheben - Judo - Ringen - Karate - Schwimmen - Rollhockey - Miniatur-Motorsport - Sportangeln - Rugby | - Taekwondo - Tennis - Bogenschießen - Schach - Wassersport (Wasserski, Segeln, Windsurf, Kajak, Kanu u. a.) |